# Organización Internacional de Ingeniería en Sistemas
La Organización Internacional en Ingeniería de Sistemas o INCOSE (por las siglas del inglés International Council on Systems Engineering) es reconocida como una organización de membresía sin fines de lucro enfocada en el desarrollo de la ingeniería de sistemas y dedicada a incrementar el carácter profesional de los ingenieros de sistemas. INCOSE es la red profesional más grande del mundo de Ingenieros de Sistemas.

## Información general
INCOSE fue fundada en el año de 1990, actualmente cuenta con más de diez mil miembros que la representan en diferentes aspectos – desde estudiantes hasta personas del ámbito profesional, de ingeniería técnica para programar y gestión empresarial, desde ciencia e ingeniería hasta el desarrollo de negocios. Los miembros trabajan de manera conjunta para generar un avance en su conocimiento técnico, en el intercambio de ideas y colaboran para lograr un avance en la ingeniería de sistemas.
Su misión es incrementar la práctica de la ingeniería en sistemas dentro de la industria, la academia y el gobierno, mediante la promoción de acercamientos interdisciplinarios para lograr producir soluciones tecnológicas que sean apropiadas para solventar las necesidades de la sociedad.
INCOSE está dirigida por un panel de directores. Sus actividades técnicas están lideradas por un consejo de Operaciones Técnicas que está encargado de supervisar alrededor de treinta y nueve grupos de trabajo, operados bajo siete comités técnicos enfocados en Educación e Investigación, Herramientas y Modelos, Mejora y Procesos, gestión, iniciativas y aplicaciones de Ingeniería en Sistemas. Se encarga de publicar boletines, manuales y guías; también es patrocinador de conferencias; desarrolla estándares; y trabaja para promover la educación de la Ingeniería en Sistemas.
INCOSE es una organización miembro de la Federation of Enterprise Architecture Professional Organizations (FEAPO, por sus siglas en inglés), una asociación mundial de organizaciones profesionales que se unen para brindar un foro para profesionalizar, estandarizar y avanzar de otro modo en la disciplina de la arquitectura de la empresa.

## Historia
INCOSE inició con una reunión que se realizó en 1989, auspiciada por General Dynamics en la Universidad de California, San Diego, California. El principal propósito de la reunión era discutir la escasez de ingenieros calificados que pudieran pensar en condiciones de un sistema completo, en lugar de una disciplina específica . En el verano de 1990, Boeing fue anfitrión de una segunda reunión que se realizó en el Congreso de Battelle en Seattle, Washington. A esta reunión atendieron alrededor de treinta personas que compartían preocupaciones similares. El grupo adoptó estatutos en los que formó comités apropiados para atacar los problemas principales de la ingeniería en sistemas, de igual manera formó la Organización Nacional de Ingeniería en Sistemas (NCOSE). Harry Carlson de Lockheed, Jerry Lake del Colegio de Defensa de Administración de Sistemas y Brian Mar de la Universidad de Washington fueron seleccionados como los copresidentes provisionales. Durante los años 1990 y 1991 se llevaron a cabo diversas juntas y talleres, patrocinadas por la Aerospace Corp., IBM, y TRW.
La primera conferencia realizada por NCOSE fue desarrollada en cooperación con la Sociedad Americana para la Administración de Ingenierías (ASEM, por sus siglas en inglés) en Chattanooga, Tennessee en octubre de 1991. De igual manera se realizaron múltiples conferencias anuales en diferentes localidades de Estados Unidos.
Durante el verano de 1995, la organización cambió su nombre la Organización Internacional en Ingeniería de Sistemas o INCOSE, buscaban reflejar el crecimiento de participación profesional de diez países diferentes. Desde 1990 INCOSE ha continuado su crecimiento y para finales del 2007 "estaban representando a más de seis mil miembros en diferentes aspectos – desde estudiantes hasta personas del ámbito profesional, de ingeniería técnica para programar y gestión empresarial, desde ciencia e ingeniería, hasta el desarrollo de negocios".

## INCOSE: Temas

### Membresía
INCOSE está abierto para personas, empresas e instituciones académicas. Existen tres tipo de membresía individual: Regular, Estudiante y Distinguido.
INCOSE está organizada en tres sectores geográficos, con más de 60 capítulos locales:
- Sector I: América
- Sector II: Europa, Medio Oriente, África
- Sector III: Asia-Oceanía

### Presidentes anteriores
- 2012–2013 John Thomas
- 2010–2011 Samantha Robitaille
- 2008–2009 Patrick Hale
- 2006–2007 Paul Robitaille
- 2004–2005 Heinz Stoewer
- 2002–2003 John Snoderly
- 2001 John Clouet
- 2000 Donna H. Rhodes
- 1999 Kenneth Ptack
- 1998 William Schoening
- 1997 Eric Honour
- 1996 Ginny Lentz
- 1995 James Brill
- 1994 George Friedman
- 1993 Brian Mar
- 1992 Jerome Lake

### Publicaciones y productos
- Manual de Ingeniería de Sistemas INCOSE
- Revista de Ingeniería de SistemasJ
- Nota de prensa sobre una nueva percepción (INSIGHT newsletter)
- Guía Métrica para Sistemas Integrados y Desarrollo de Productos (Metrics Guidebook for Integrated Systems and Product Development)
- Publicación de base de datos I-pub (I-pub publication database)
- Base de datos de Herramientas para Ingeniería en Sistemas Archivado el 12 de julio de 2012 en Wayback Machine.

### Estándares
El Consejo Internacional del Comité de los Estándares Técnicos de Ingeniería en Sistemas de INCOSE (STC, por sus siglas en inglés) está trabajando para armonizar y mostrar un avance en los estándares de ingeniería en sistemas que se utilizan a nivel mundial. Algunos de los estándares más notables en los que se ha visto envuelto el STC son:
- ECSS-E-10 Ingeniería Espacial - Ingeniería en Sistemas Apartado 1B: Requerimientos y procesos, 18 de noviembre de 2004
- ECSS-E-10 Ingeniería Espacial - Ingeniería de Sistemas Apartado 6A: Especificaciones técnicas y funcionales, 9 de enero de 2004
- ECSS-E-10 Ingeniería Espacial - Ingeniería de Sistemas Apartado 7A: Intercambio de datos de producto, 25 de agosto de 2004
- ISO/IEC 15288: 2002 - Procesos del Ciclo de Vida de los Sistemas
- OMG (Systems Modeling Language) Sistemas del Lenguaje Modelado (OMG SysML), julio de 2006

### Reconocimientos
- INCOSE Pioneer Award: Premio anual para los individuos que han hecho descubrimientos significativos para la contribución al campo de la Ingeniería de Sistemas.